# Dactylochelifer saharensis
Dactylochelifer saharensis är en spindeldjursart som beskrevs av Jacqueline Heurtault 1971. Dactylochelifer saharensis ingår i släktet Dactylochelifer och familjen tvåögonklokrypare. Inga underarter finns listade i Catalogue of Life.